# Falange Española de las JONS (1976)
Falange Española de las JONS és un partit polític espanyol d'extrema dreta constituït l'octubre de 1976, durant la Transició espanyola. S'autoproclama hereu de la històrica Falange Española fundada per José Antonio Primo de Rivera en 1933 i que es va unificar amb les JONS en 1934. Consideren que aquest partit va ser dissolt a l'abril de 1937, moment en què durant la Guerra Civil Espanyola el general Francisco Franco va decretar la unificació de Falange Espanyola de les JONS i la Comunió Tradicionalista, juntament amb les altres faccions participants en el bàndol revoltat, creant un partit únic denominat Falange Española Tradicionalista y de las JONS.

## Història
Després de la mort del dictador Francisco Franco en 1975, i coincidint amb el període conegut com a Transició Espanyola, es va iniciar una campanya de desestabilització, de repetició de l'estratègia de la dècada de 1930. Si per aquell temps la seva fi era procurar la caiguda de la Segona República Espanyola, en aquesta ocasió va ser un intent de mantenir al règim i impedir la consolidació d'una democràcia. «És a dir, els veritables conspiradors van a tractar de justificar el seu rebuig frontal a la democràcia, en defensa de privilegis polítics i econòmics, amb l'argument que la democràcia és negativa per a Espanya». FE de las JONS, en la primera etapa de la Transició, es va significar, al costat d'altres grups neofeixistes, per practicar la violència de carrer i el terrorisme amb l'objectiu de frustrar el procés cap a la democràcia.
En la matança d'Atocha, comesa a Madrid el 24 de gener de 1977 contra alguns advocats vinculats al Partit Comunista d'Espanya (PCE), va estar implicat el secretari del Sindicat Vertical del Transport Privat de Madrid, vinculat a FE de las JONS. En 1980, al madrileny barri de Ciudad Lineal, són esquadrilles de FE de les JONS, amb els seus comandaments al capdavant, les que assassinen a trets al jove Juan Carlos García Pérez. Dos casos de terrorisme en els quals va poder provar-se judicialment connexions de FE de las JONS. Qüestió, aquesta última, difícil ja que a vegades els atemptats comptaven amb la col·laboració de la pròpia policia.
En aquesta època, el falangisme es troba dividit en nombrosos grups. Raimundo Fernández Cuesta, ministre franquista i capdavanter dels corrents falangistes majoritaris, escriuria:
| «                                                                                          | Franco i José Antonio, dues figures excepcionals de la nostra història, estan units no solament en el pensament i en l'obra en el seu afany de servei, sinó també pel contingut del seu testament, exemple de fe catòlica i ofrena a Espanya. | » |
| — Raimundo Fernández Cuesta, en:Historia de la Falange, Sheelagh M. Ellwood, Paul Preston. | |   |

Organitzant actes amb vocació de multitudinaris en els quals estaven convidades les més significatives figures del franquisme, com la commemoració del primer aniversari de la mort de Franco. Al costat dels corrents majoritaris que àdhuc veien possible una restauració del franquisme, conviuen els corrents anomenats d'oposició que aposten per un distanciament del Règim. Al Congrés de FE de les JONS de 1975, presidit per Fernández Cuesta, es va declarar la fidelitat als principis i valors del 18 de juliol de 1936, renunciant així a tot intent d'esborrar la seva col·laboració amb el franquisme. A ell van assistir significatives figures de la dictadura i els diferents grups d'oposició falangista. Els primers van defensar la figura i trajectòria de Franco i els segons, airados, van abandonar el Congrés.
El fracàs electoral en les eleccions generals de 1977, en les quals les posicions defensores del franquisme van sumar menys de l'1% dels vots (l'extrema dreta en el seu conjunt va sumar menys del 1% dels vots emesos i FE de las JONS, en concret, tan sol el 0,21%), «va demostrar que al cap de quaranta anys de franquisme, la major part del poble espanyol no desitjava ser representat per un partit que basava la seva convocatòria en la identificació amb el règim anterior», tenint l'efecte de canviar el posicionament i realiniament dels diferents grups falangistes. FE de les JONS i els Círculos José Antonio, així com Fuerza Nueva, van entendre que difícilment podrien sobreviure falangisme i franquisme dissociats, que l'un i l'altre «formaven part de la resposta que van donar les classes alta i mitjana espanyoles a les circumstàncies de la Segona República Espanyola; tots dos es necessitaven mútuament per seguir endavant». Altres grups d'oposició falangista van continuar el distanciament de les posicions franquistes, alguna cosa que al dia d'avui, àdhuc mantenint «els vells símbols, retòrica i valors», comparteixen la generalitat de grups falangistes.
En 1977 són quatre els grups que es disputen les sigles FE de las JONS. Els Círculos José Antonio (presidits per Diego Márquez Horrillo); Falange Española Auténtica (FE-JONS (A)); un grup que posteriorment formaria Falange Española Independiente, i el Frente Nacional Español, liderat pel que fou secretari General de la FET de las JONS i ministre de Franco, Raimundo Fernández Cuesta. Seria aquest últim grup el que, en els tribunals, guanyés el dret a usar les sigles., «proliferant des de llavors els grupuscles neofalangistes, fortament competitius entre si i que amb prou feines tenen més visibilitat que les celebracions del 20 de novembre, aniversari de la mort de Franco i de José Antonio».
En 1979, els Círculos José Antonio es van integrar en FE de las JONS i Diego Márquez Horrillo es va convertir en Sotscap Nacional de Falange. Aquest mateix any, Falange va concórrer a les eleccions generals en la coalició Unión Nacional, al costat de la Comunión Tradicionalista i el partit ultradretà Fuerza Nueva, liderat per Blas Piñar. La coalició va obtenir un únic escó que ocuparia Piñar com a cap de llista.
En 1983, després de la dimissió de Raimundo Fernández Cuesta al juliol, el Congrés de Falange va escollir Diego Márquez Horrillo com a Cap Nacional, càrrec que va seguir exercint fins a juliol de 2011. Des de llavors, FE de las JONS s'ha distanciat del passat franquista, declarant-se hereva de la Falange anterior a la unificació decretada pel dictador en 1937.
En 1997 es va produir una nova escissió en FE-JONS. Tot part del Congrés Nacional de FE-JONS que es va celebrar en 1995, en el qual es van presentar Gustavo Morales i Diego Márquez Horrillo com a candidats a la prefectura nacional de FE-JONS. Els partidaris de Gustavo Morales van al·legar que per un defecte de forma a última hora, la candidatura de Diego Márquez va ser invalidada, sent triat automàticament Gustavo Morales com a Cap Nacional. Els partidaris de Márquez, que mai van acceptar semblant interpretació del succeït, van acudir als tribunals, i en 1997 aquests li van donar la raó, havent-se de procedir a la repetició del Congrés Nacional, que mai es va arribar a celebrar. En 1999 els seguidors de Gustavo Morales, que no es van molestar a sol·licitar l'execució total de la sentència, reagrupats entorn de Jesús López, van fundar La Falange (FE), també coneguda com a FE/La Falange. FE de les JONS, per la seva banda, va interposar l'any 2004 una demanda judicial contra La Falange (FE) per utilitzar un nom que tendeix a confondre, ja que històricament a FE de les JONS la hi ha denominat col·loquialment com "la Falange". La Sentència de Primera Instància dictada en aquest procediment a la fi de 2004 va negar rotundament els arguments de Diego Márquez, condemnant-li a pagar les costes del judici.
El 7 de febrer de 2004, després de quatre anys formant la coalició electoral Falange 2000, Falange Española Independiente es va integrar en FE de las JONS. Aquest mateix any, acceptant la mà tendida per Diego Márquez als grups falangistes que volguessin integrar-se en FE de las JONS, s'integren també en ella les Falanges Gallegas (formades pels membres de FE/La Falange de Galícia) i uns quants afiliats de FE/La Falange de diverses províncies, vinculant-se a ella també l'associació cultural Milenio Azul.
En les eleccions generals de març de 2008, Falange Espanyola de les JONS va obtenir 14.023 vots, el 0,05% dels vots vàlids, la qual cosa va suposar un lleuger increment respecte als anteriors comicis.
El 26 de maig de 2009, el Tribunal Suprem va admetre a tràmit una querella de FE de las JONS contra Baltasar Garzón per prevaricació en declarar-se competent en la recerca dels crims de la Guerra Civil i el franquisme, presentada com acusació popular per les organitzacions Manos Limpias —presidida per Miguel Bernad, exdirigent del partit d'extrema dreta Fuerza Nueva i del sindicat Fuerza Nacional del Trabajo— i Falange Española de las JONS, aquesta última suposadament implicada directament -segons Garzón- en els crims que es pretenen estudiar, si ben mai s'ha provat tal implicació.
El 26 de juny de 2011 Norberto Pico Sanabria va ser escollit nou Cap Nacional (Secretari General des de 2004 i últim Cap Nacional de Falange Espanyola Independent fins a la seva integració en FE de les JONS) en substitució de Diego Márquez Horrillo, que no es va presentar a la reelecció.
El 19 de setembre de 2012 es van fusionar amb el partit Mesa Nacional Falangista (MNF). Aquest mateix dia, però de 2015, Norberto Pico va ser reelegit com a Cap Nacional per altres 4 anys.
El 15 de març de 2020 la diputada al Parlament d'Andalusia Luz Belinda Rodríguez va abandonar el grup parlamentari de Vox i va entrar dins FE de las Jons, adquirint el compromís de representar el partit al parlament andalús.

## Símbols

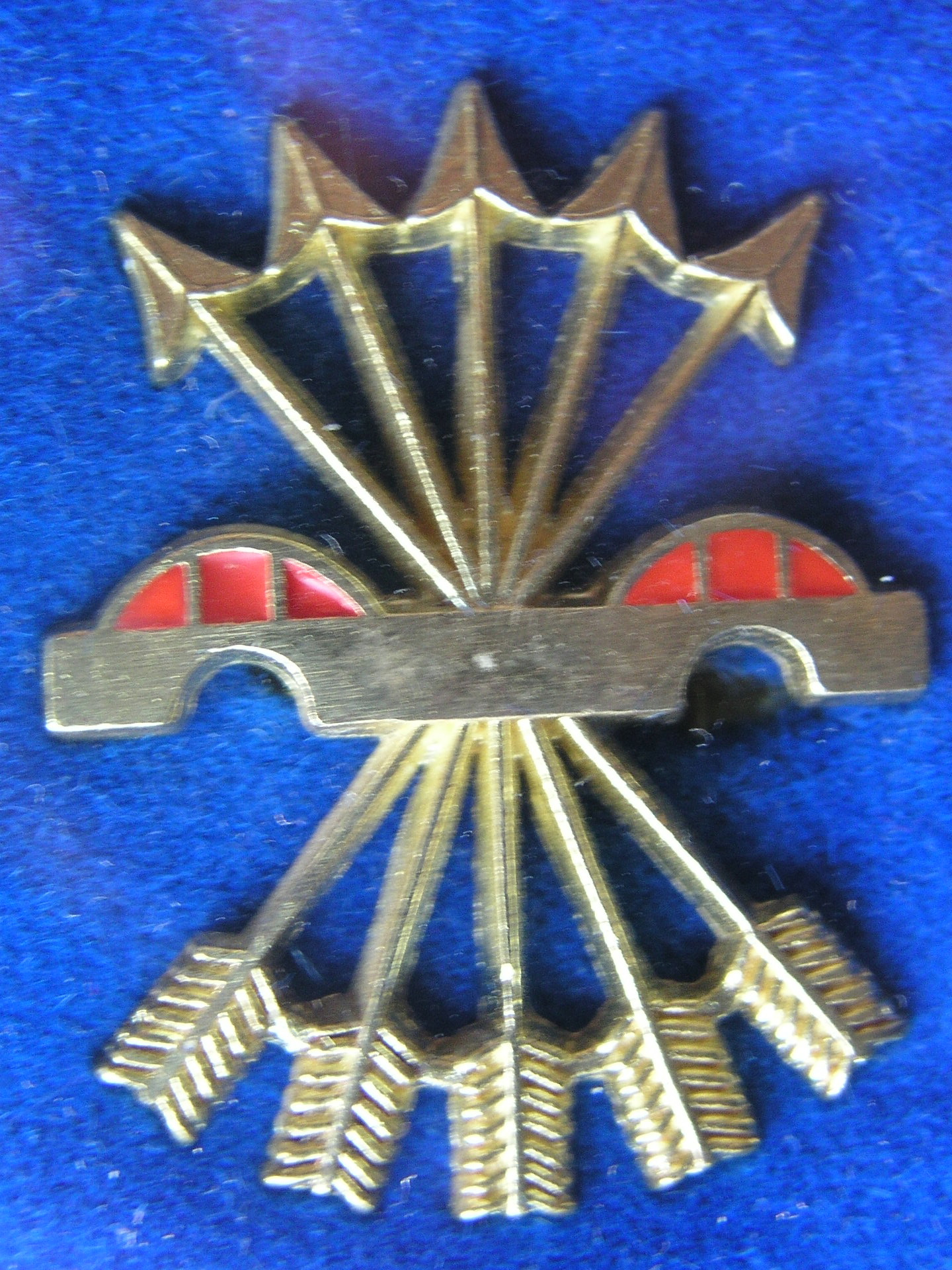
Insígnia falangista (jou i fletxes) per a camisa, fabricada en la dècada de 1940.

El jou i les fletxes provenen de Virgili (70 aC – 19 aC), basant-se per a les fletxes en la seva Eneida, i per al jou en les Geòrgiques. Les fletxes simbolitzarien la guerra, i el jou les labors agràries; aquests dos símbols van formar part de l'escut dels Reis Catòlics en unir els seus dos regnes, representant el jou a Fernando i el feix de fletxes a Isabel, emblemes que, en un joc cortesà, portaven en el seu nom la inicial del consort: la I de Ysabel, present en la inicial de l'emblema de Ferran, el jou; i la F de Ferran, present en la divisa d'Isabel, les fletxes.
La Falange va prendre aquests dos símbols, ja que representaven al seu judici una gran esplendor de la història d'Espanya, igual que Benito Mussolini va adoptar els fasces de l'Imperi Romà per simbolitzar el feixisme.
- El seu distintiu és un escut amb el jou i les fletxes, presos dels símbols dels Reis Catòlics.
- L'uniforme el compon una camisa blava maó, volent simbolitzar als obrers industrials; la boina vermella del carlisme que es va imposar després del Decret d'Unificació i una corbata negra introduïda per Franco com a símbol de dol per la mort de José Antonio Primo de Rivera, no són acceptades per actuals grups falangistes.
- La bandera està formada per tres franges verticals (vermella, negra i vermella), els mateixos colors de la bandera de la CNT anarquista.
- El seu himne és el Cara al sol.
- La salutació és la salutació romana, que consisteix a col·locar el braç dret en alt amb el palmell de la mà estesa. Des del falangisme es diu que es tracta de la salutació ibera, que els ibers se saludaven d'aquesta manera. En saludar es crida Arriba España!, expressió que els falangistes consideren una mostra de patriotisme i declaració d'intencions.
- Així mateix és comú el tutejament entre els seus membres, cridant-se generalment pel seu nom de pila i anteposant el tractament de camarada.

## Resultats electorals

### Corts Generals
| Any       | Vots    | %    | Escons  | Notes                                |
| --------- | ------- | ---- | ------- | ------------------------------------ |
| 1977      | 46.548  | 0,25 | 0 / 350 |                                      |
| 1979      | 378.964 | 2,11 | 1 / 350 | (Dins de la coalició Unión Nacional) |
| 1982      | 2.528   | 0,01 | 0 / 350 |                                      |
| 1986      | 43.449  | 0,22 | 0 / 350 |                                      |
| 1989      | 24.025  | 0,12 | 0 / 350 |                                      |
| 1993      | 8.000   | 0,03 | 0 / 350 |                                      |
| 2004      | 12.266  | 0,05 | 0 / 350 |                                      |
| 2008      | 14.023  | 0,05 | 0 / 350 |                                      |
| 2011      | 2.901   | 0,01 | 0 / 350 |                                      |
| 2015      | 7.495   | 0,03 | 0 / 350 |                                      |
| 2016      | 9.909   | 0,04 | 0 / 350 |                                      |
| Abr. 2019 | 641     | -    | 0 / 350 |                                      |
| Nov. 2019 | 616     | -    | 0 / 350 |                                      |
| 2023      | 5.104   | 0,02 | 0 / 350 |                                      |

### Parlament Europeu
| Any  | Vots   | %    | Escons | Notes                                    |
| ---- | ------ | ---- | ------ | ---------------------------------------- |
| 1987 | 23.407 | 0,12 | 0 / 60 |                                          |
| 1989 | 24.340 | 0,15 | 0 / 60 |                                          |
| 1994 | 11.733 | 0,06 | 0 / 64 |                                          |
| 2004 | 4.484  | 0,03 | 0 / 54 |                                          |
| 2009 | 10.031 | 0,06 | 0 / 54 |                                          |
| 2014 | 21.687 | 0,14 | 0 / 54 |                                          |
| 2019 | 11 699 | 0,05 | 0 / 54 | Dins la coalició ADÑ Identitat Espanyola |